# Wake Up
Wake Up ist ein Musical von Rainhard Fendrich (Buch, Musik und Texte) und Harold Faltermeyer (Musik und Arrangements).

## Hintergrund
Die Uraufführung fand am 29. September 2002 im Raimund Theater in Wien statt. Der erhoffte Erfolg blieb aus – die Produktion lief nur bis zum 1. Januar 2004. Regie führte Philippe Arlaud. Es war die vierte große Eigenproduktion der Vereinigten Bühnen Wien und das erste große Musicalprojekt von Rainhard Fendrich.

## Handlung

### Erster Akt
Der Sänger Ronny Reno ist am Ende seiner großen Zeit im Showgeschäft. Moralisch und geistig mitgenommen, gibt er ein Konzert zu seinem Comeback. Auf dem Fest nach dem Konzert serviert eine junge Kellnerin: Die Gesangsstudentin Rosanna. Sie ist mehr als nur ein Fan von Ronny, sie verehrt ihn als Vorbild und Künstler.
Ronnys Mutter sagt Rosanna zu, sie zu fördern. Im weiteren Verlauf des Festes erzählt Ronnys Lebensgefährtin Lydia (die nur des Geldes wegen mit ihm zusammen ist), dass Ronny finanziell am Ende sei. Jeff, Ronnys Agent und Zweckfreund, lindert jedoch seine Aufregung und organisiert ein Zusammentreffen zwischen Ronny und Rosanna. Die beiden verspüren sofort eine enge Verbindung. Die Idylle wird gestört, als Ronny angetrunken umkippt. Jeff will die Situation ausnutzen, um sich an Rosanna heranzumachen, und verabreicht ihr heimlich Drogen. Rosanna muss von der Rettung abgeholt werden, und Jeff kann die Schuld, ohne Ronnys Wissen, auf diesen schieben. Ronny kommt daraufhin ins Gefängnis.

### Zweiter Akt
Jeff garantiert Ronny, ihn nur aus dem Gefängnis holen zu können, wenn man bei ihm feststellen könne, unzurechnungsfähig zu sein. Lydia und Jeff sind verbündet und hintergehen Ronny ohne sein Wissen. Ronny zieht sich in seine eigene schreckliche Welt zurück. Immer mehr stellt er fest, dass es nur einen Menschen gibt, der in ihn hineinsehen konnte: Rosanna. Voll Leidenschaft komponiert er ein Lied für sie. Und tatsächlich erholt sich Rosanna durch diese Zuwendung wieder.

## Titelliste
- Ouverture (Instrumental)
- Was ist los (Ronny & Jeff und Ensemble)
- Freunde wie wir (Ronny & Jeff)
- Ich habe ihn gemacht (Jeff und Ensemble)
- Mein Idol (Rosanna und Ensemble)
- Ich hab sie alle gehabt (Ronny's Mutter und Ensemble)
- Sheraton Suite (Ronny und Ensemble)
- Schnell bei Chanel (Lydia)
- Geld (Jeff und Ensemble)
- Warst du noch niemals im Knast (Wärter und Ensemble)
- Extase (Prof. Freudensprung & Ronny und Ensemble)
- Coole Männer (Lydia)
- Salz & Pfeffer (Lydia & Jeff)
- Sie ist so anders (Ronny)
- Eine Chance (Traum-Duett) (Ronny & Rosanna)
- Auch wenn deine Hand nichts spürt (Finale) (Ronny % Rosanna)
- Wake up (Alle)

## Besetzung
- Ronny Alexander Goebel
- Jeff  Rainhard Fendrich
- Rosanna  Marjan Shaki
- Lydia Ann Mandrella
- Ronnys Mutter Luzia Nistler
- Gefängniswärter Kai Peterson
- Max/Prof. Freudensprung Christian P. Hauser
- Jay Notgood Josef Helmut Ettl
- Maitre 'D (Mein Idol) Norman Stehr
- Hermi & Vroni Andrea Malek, Ines Hengl-Pirker
- Anwalt Ramesh Nair
- Frisör Stefan Poslovski
- Trainer Markus Simadaer
- Rosannas Mutter Annegret Calaminus
- Ensemble: Simon Eichenberger, Maike Garden, Christa Helige, Ines Hengl-Pirker, Pascal Illi, Albert Kessler, Andrea Malek, Miruna Mihailesku, Sandra Miklautz, Horst Reeh, Reinfried Schießler, Tanja Schön, Christoph Sommersguter, Katharina Strohmayer, Ina Nadine Wagler, Ronny Wagner, Meike Zeidler, Desiree Ziechner, David Zinsmeister.